# Аутфилд (география)
А́утфилд (англ. outfield или out-field, дословно — «внешнее поле») — в Англии и Шотландии расположенный на удалении от усадьбы участок сельскохозяйственных земель. В отличие от инфилда, который располагался поблизости от усадьбы, огораживался и регулярно использовался в качестве пахотных земель, аутфилд располагался на бо́льшем удалении и мог представлять собой более возвышенные,  заболоченные и другие неудобные для пахоты земли. Обычно аутфилд использовался в качестве пастбищ, хотя иногда при переложном земледелии мог время от времени удобряться и засеваться. 